# Anfioxo lanceolado
Branchiostoma lanceolatum ou anfioxo lanceolado, é a espécie mais conhecida do grupo dos cefalocordados. Também é chamado de peixe-lanceta, apesar de não ser um peixe.

## Anatomia

Diagrama anatômico do Branchiostoma lanceolatum

Branchiostoma lanceolatum tem um corpo alongado, achatado lateralmente e apontado em ambas as extremidades. Uma haste endurecida de células compactadas, a notocorda, se estende por todo o comprimento do corpo. Ao contrário dos vertebrados, o nothochord persiste no adulto, em forma de tubo neural dorsal simples, ligeiramente engrossado na parte anterior (a vesícula cerebral). Acima, há um cordão nervoso com um único olho frontal. A boca está na parte de baixo do corpo e é cercada por um tufo de 20 ou 30 cirros ou apêndices sensoriais delgados. O intestino corre logo abaixo da notocorda, da boca até o ânus, na frente da cauda. Existe uma barbatana vertical em forma de aba que envolve a cauda pontiaguda. As trocas gasosas ocorrem quando a água passa pelas fendas branquiais na região central e as gônadas segmentadas, alongan-se logo atrás deles. O animal é perolado branco e semitransparente, o que permite que os órgãos internos sejam vistos de fora. Sua aparência é semelhante a um "peixe primitivo". Pode crescer até 6 cm de comprimento.

## Distribuição e habitat
O B. lanceolatum é encontrado em mares rasos no nordeste do Oceano Atlântico, da Noruega, Escócia, bem como mais ao sul do Mar Mediterrâneo e do Mar Negro. Seu alcance se expandiu através do Canal de Suez até as partes setentrionais do Oceano Índico e as costas da África Oriental. Ele enterra-se em substratos macios, como fragmentos de areia, cascalho e casca, o que pode ocorrer na marca da maré baixa até cerca de 40 metros.

## Biologia
O adulto do B.lanceolatum, com idade entre 2 e 3 anos, se reúne em grupos no fundo do mar para procriação uma vez por ano. Os ovos são postos e a fertilização ocorre externamente. Os primeiros estágios larvares ocorrem no substrato e um pouco mais tarde, as larvas tornam-se pelágicas. Eles são alongados e achatados lateralmente e têm uma região inchada ao redor das fendas branquiais. Essas fendas aumentam à medida que a larva passa por seus vários estágios. Todas as noites eles se aproximam da superfície do mar e, de manhã, afundam-se na coluna de água, alimentando-se de fitoplâncton, copépodes e detritos quando eles descem. O estágio larval dura até 200 dias. No Mar do Norte, a reprodução ocorre em junho e julho.

## Pesquisa
O genoma mitocondrial de B. lanceolatum foi sequenciado e a espécie serve como um organismo modelo para o estudo do desenvolvimento de vertebrados. O modo como os genes codificadores e os dois genes de rRNA são organizados é o mesmo que o método organizacional usado pela lampreia do mar (Petromyzon marinus). Estes dados, entre outros, sugerem uma estreita relação entre o anfioxo e os vertebrados.
Para uso como organismo modelo, a reprodução pode ser feita em laboratório. Os adultos podem ser induzidos a desovar através de um choque térmico, desovando várias vezes por ano. A metamorfose no laboratório ocorreu em 1 a 3 meses. Desde 2015, um esforço conjunto de diferentes laboratórios trabalhando nesta espécie, fornece uma plataforma centralizada na qual os dados genômicos são publicamente acessíveis.